# ترانه عاشقانه تورا-سان
ترانه عاشقانه تورا-سان (انگلیسی: Tora-san's Song of Love) یک فیلم کمدی ژاپنی محصول ۱۹۸۳ به کارگردانی یوجی یامادا است. این فیلم سی و یکمین فیلم از مجموعه محبوب و طولانی‌مدت اوتوکو وا تسورای یو است.

## خلاصه
تورا سان به خانه خانواده اش برمی گردد و می‌فهمد که خواهر شوهرش نمی‌تواند به مسابقه ورزشی میتسوئو (خواهرزاده تورا سان) برود. تورا سان داوطلب می‌شود تا جای او را بگیرد، اما با تاکو رئیس خواهر شوهرش درگیر می‌شود و به سفر و جاده بازمی‌گردد. او با زن جوانی در استان نیگاتا آشنا می‌شود که بی‌خبر از او، خواننده محبوب «انکا» است.

## ارزیابی انتقادی
استوارت گالبریث چهارم «آواز عشق تورا سان» را یک مدخل کوچک در مجموعه «اوتوکو وا تسورای یو» می‌داند. سایت آلمانی زبان molodezhnaja به «ترانه عشق تورا سان» سه و نیم ستاره از پنج ستاره می‌دهد.